# Prison de Coldbath Fields
La prison de Coldbath Fields (en anglais : Coldbath Fields) est une ancienne prison londonienne créée du temps de Jacques Ier, reconstruite en 1794 et agrandie en 1850. Elle ferma en 1885 et fut détruite en 1929. Elle doit son nom à une source médicinale découverte sur place.
Elle fut longtemps une prison locale, principalement pour dettes. En 1820, les membres de la conspiration de Cato Street y furent détenus. Elle recevait hommes, femmes et enfants jusqu'en 1850. À partir de cette date, elle se « spécialisa » dans les délinquants sexuels de plus de 17 ans. Ce fut à ce titre qu'elle reçut, peu de temps avant sa fermeture, William Thomas Stead.